# Escuela de escultura de Berlín

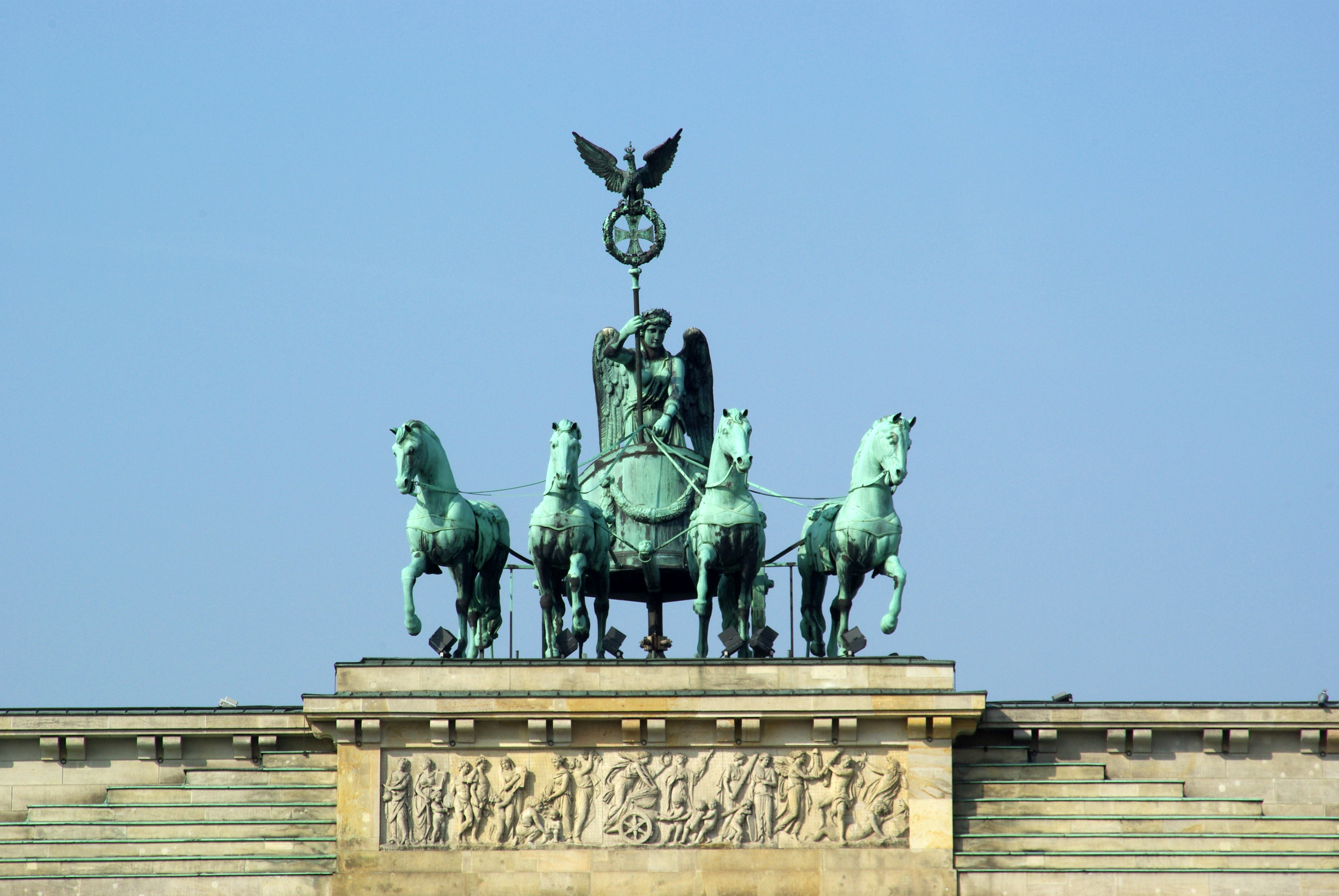
La Cuadriga de la Puerta de Brandeburgo por Johann Gottfried Schadow (1793)

La escuela de escultura de Berlín (Berliner Bildhauerschule) fue un movimiento artístico de escultores monumentales de tendencia realista y naturalista que estuvo activo en Berlín en el siglo XIX, hasta después de la Primera Guerra Mundial. Los historiadores del Arte marcan el comienzo de esta escuela hacia 1785, obra de Schadow. Terminó con la generación de artistas escultores formados por Reinhold Begas. Christian Daniel Rauch, alumno de Schadow, es un representante notable de esta escuela que revivió el estilo. A finales del siglo XIX, una parte de los alumnos de Begas se dirigieron hacia el modernismo. Los defensores del clasicismo se reunieron  alrededor de Georg Kolbe y de Richard Scheibe (de).  
La escuela de escultura de  Berlín reunió a alrededor de cuatrocientos escultores.

## Algunas personalidades de la escuela de Berlín

### Entorno de Schadow
- Heinrich Kaehler  (1804-1878) - (de)
- Johann Gottfried Schadow (1764-1850)
- Friedrich Tieck (1776-1851) ksjadokñJERPOjwredp

### Taller de Rauch
- Gustav Blaeser (1813-1874)

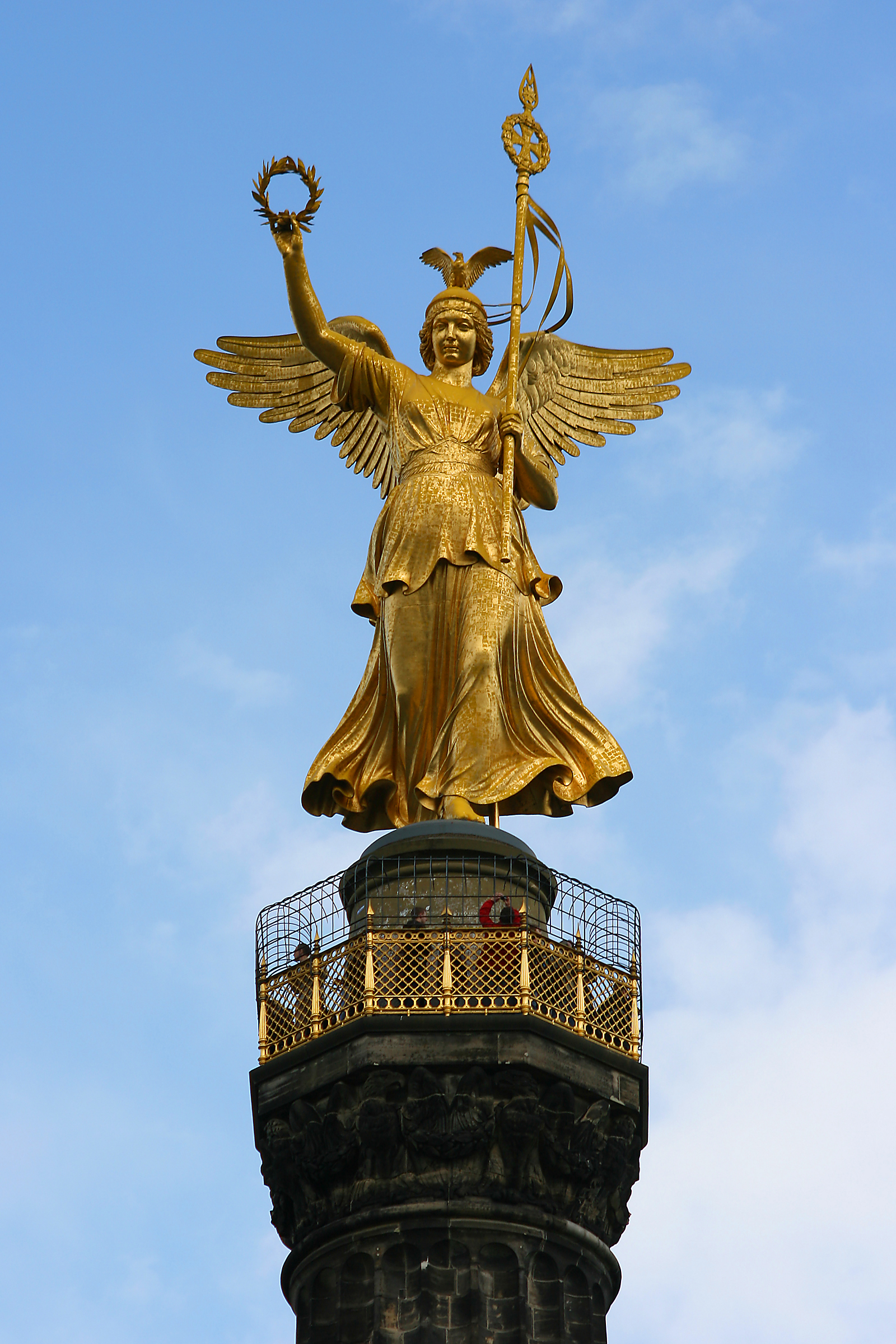
La Victoria en la cúspide de la Columna de la Victoria de Berlín, por Friedrich Drake

- Alexander Calandrelli  (1834-1903)
- Friedrich Drake  (1805-1882)
- Erdmann Encke (1843-1896) - (de)
- August Fischer (1805-1866) - (de)
- Hugo Hagen  (1818-1871) - (de)
- Ernst Herter  (1846-1917)  - (de)
- Albert Manthe (1847-1929) - (de)
- Julius Moser (1832-1916)  - (de)
- Christian Daniel Rauch (1777-1857) - fundador.
- Fritz Schaper (1841-1919), entre la escuela de Rauch y el neobarroco.
- Rudolf Siemering (1835-1905)
- Albert Wolff (1814-1892)
- Martin Wolff (1852-1919) - (de)

### Taller de Begas (corriente neobarroca)
- Hans Arnold  (1860-1913)  - (de)

- Robert Baerwald (1858-1896)  - (de)
- Carl Begas (1845-1916)
- Reinhold Begas (1831-1911)
- Gustav Eberlein (1847-1926)
- Hans Weddo von Glümer (1867- ?)  - (de)
- Otto Lessing (1846-1912)  - (de)
- Norbert Pfretzschner (1850-1927)  - (de)
- Walter Schott (1861-1938)  - (de)
- Cuno von Uechtritz-Steinkirch (1856-1908)  - (de)

### Corriente moderna
- Peter Breuer (1856-1930)  - (de)

- Adolf Brütt (1855-1939)
- Ludwig Cauer (1866-1947)  - (de)
- Reinhold Felderhoff (1865-1919)
- August Gaul (1869-1921)

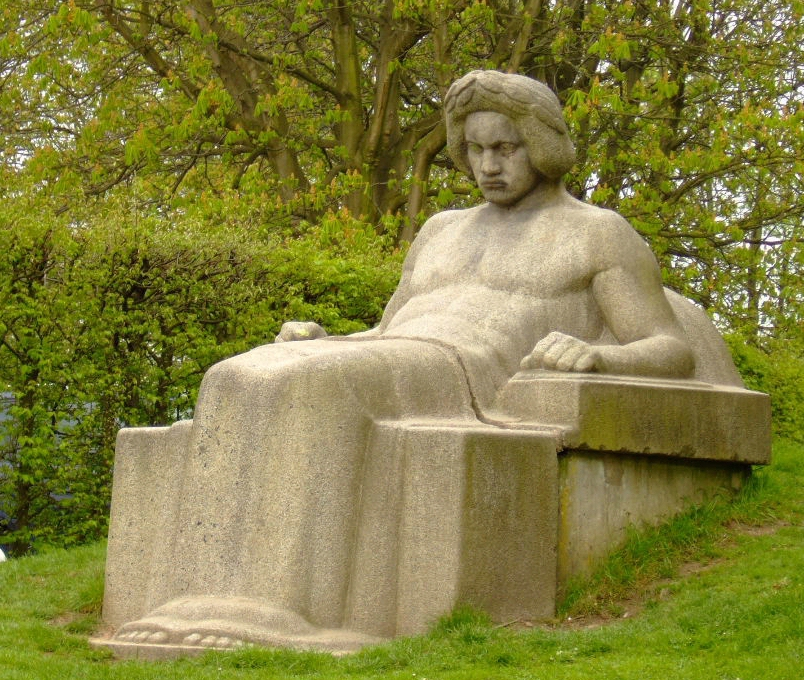
Monumento de Beethoven en Bonn (Rheinaue) por Peter Breuer

- Bernhard Heising (1865-1903)  - (de)
- August Kraus (1868-1934)  - (de)
- Hans Perathoner (1872-1946)  - (de)
- Fritz Röll (1879-1956)  - (de)
- Louis Tuaillon (1862-1919)  - (de)

## Notas y referencias

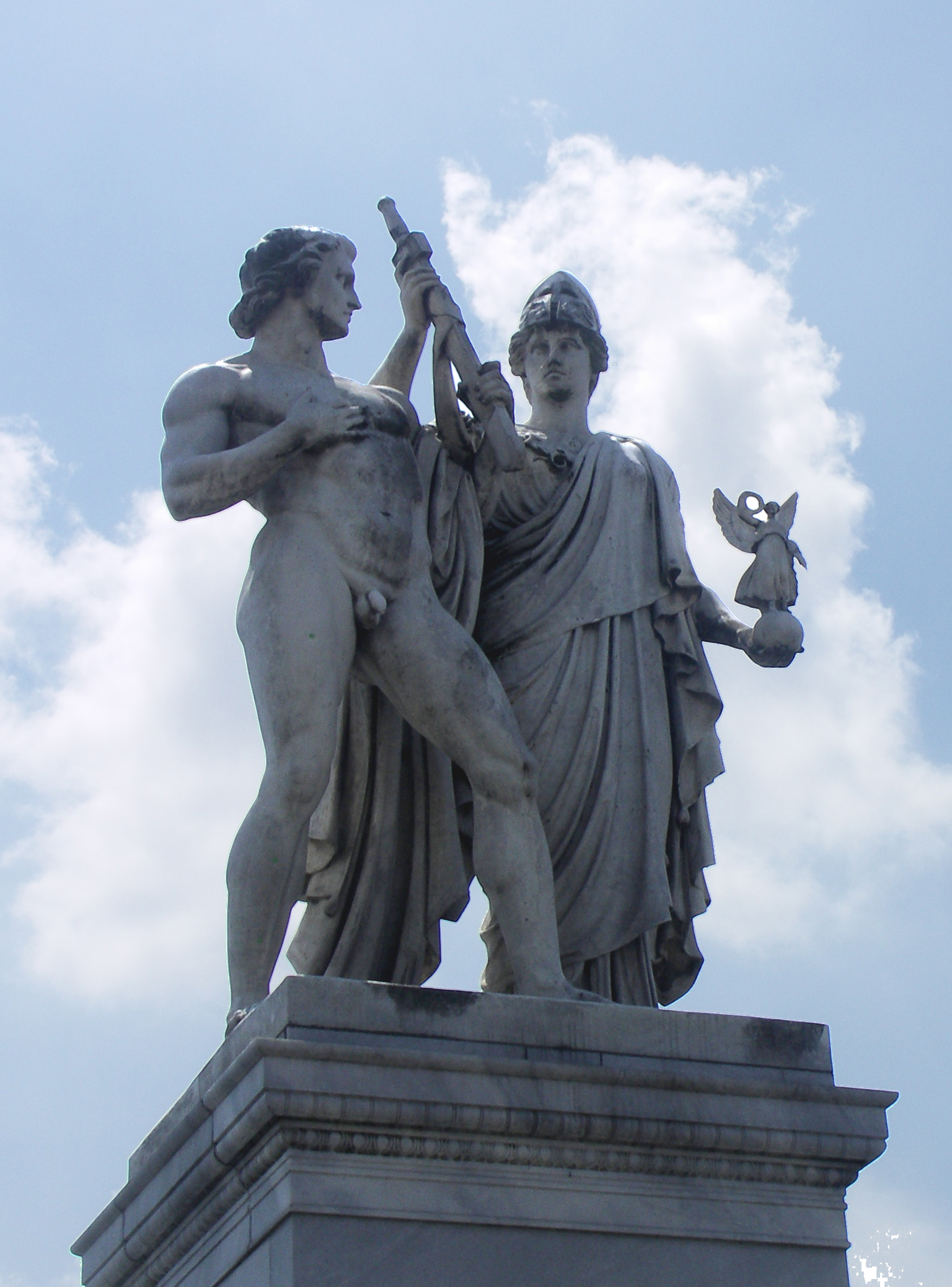
Pallas Athéné armando a un combatiente (Karl Heinrich Möller, 1851), Schlossbrücke (puente del Palacio) en Berlín